# 罗兰TR-808
罗兰TR-808节奏作曲器（英语：Roland TR-808 Rhythm Compose）俗稱808、TR-808 是罗兰公司在1980年至1983年期間製造的鼓机，這是最早允許使用者编程式节奏而不是使用預設模式的鼓機之一。 與當時最近的競爭對手、更昂貴的林恩LM-1不同，808使用模拟合成而不是透過播放采样音频（預先錄製的聲音）產生聲音。

## 更多阅读
- . Music Technology. November 1986: 70–1. ISSN 0957-6606. OCLC 483899345.
- . One Two Testing. January 1983. ISSN 0265-7139. OCLC 14985145.